# Paul Pleiger
Paul Pleiger (* 28. September 1899 in Buchholz bei Witten; † 22. Juli 1985 ebenda) war ein deutscher Unternehmer, Generaldirektor, NSDAP-Gauwirtschaftsberater und Preußischer Staatsrat. Er war Adolf Hitler ab 1941 direkt unterstellt und Reichsbeauftragter für Kohle.

## Aufstieg im Nationalsozialismus

Vorzugsaktie über 1000 RM der Reichswerke AG für Erzbergbau und Eisenhütten "Hermann Göring" vom Februar 1939 mit Faksimile-Unterschrift von Paul Pleiger als Vorstand

Der Sohn eines Bergmanns erlernte den Beruf eines Schlossers und eines Ingenieurs der Harpener Bergbau AG. Ab 1925 war er Inhaber einer Maschinenfabrik und etablierte sich bald darauf als mittelständischer Unternehmer und Besitzer einer Maschinenfabrik, die Zubehör für den Bergbau herstellte, in Ortsteil Buchholz (heute zu Witten gehörend). In seiner Bergbauzulieferfirma im Hammertal arbeiteten 1945 rund 500 sowjetische Zwangsarbeiter.
Zum 1. März 1932 trat er der NSDAP bei (Mitgliedsnummer 1.009.551) und wurde Ortsgruppenleiter der NSDAP in Sprockhövel und Berater des Gauleiters Wagner, seit 1933 war er SS-Sturmführer. Für die Partei fungierte Pleiger als Gauwirtschaftsberater der NSDAP im Gau Westfalen-Süd, ehe er 1934 in das Rohstoffamt nach Berlin berufen wurde.
Hermann Göring übertrug ihm 1937 die Führung der Reichswerke AG für Erzbau und Eisenhütten „Hermann Göring“. Im Januar 1938 wurde er zum Wehrwirtschaftsführer ernannt und 1941 in den Rüstungsrat berufen. Er wurde Vorsitzender der 1941 gegründeten Reichsvereinigung Kohle und in der Wirtschaftsorganisation Ost Verantwortlicher für den Montanbereich. Pleiger war Treuhänder für das Erzgebiet Lothringen und Luxemburg sowie Leiter der Berg- u. Hüttenwerksgesellschaft Ost mbH. Er war somit Reichsbeauftragter für die Kohleversorgung und ab 1943 im Rang eines Preußischen Staatsrates „Reichsbeauftragter für die gesamte Wirtschaft des Ostens“. Am 10. Mai 1943 erhielt er das Ritterkreuz des Kriegsverdienstkreuzes mit Schwertern.
Als Generaldirektor der Reichswerke „Hermann Göring“ war Pleiger einer der einflussreichsten Wirtschaftsfunktionäre und Staatsunternehmer des NS-Staates und als solcher übte er ebenso Aufsichtsrats- und Vorstandstätigkeiten in zahlreichen Werken mit Reichsbeteiligung aus, wie beispielsweise in der Buchtal AG, Keramische Betriebe der Reichswerke „Hermann Göring“. In seinen Funktionen als Reichsbeauftragter für Kohle, als Leiter der Berg- und Hüttenwerksgesellschaft Ost mbH wie als Chef der Hermann-Göring-Werke war er mitverantwortlich für die personelle wie materielle Ausbeutung der besetzten Gebiete mit all ihren Zwangs- und Terrormaßnahmen. Nachdem Hitler am 19. März 1945 seinen sog. "Nero-Befehl" zur Zerstörung jeglicher Infrastruktur erlassen hatte, war es Martin Sogemeier gelungen, Pleiger vom Unsinn dieses Befehls zu überzeugen.

## Anklage als Kriegsverbrecher
Im Nürnberger Wilhelmstraßen-Prozess wurde Pleiger wegen Verbrechen gegen den Frieden, Plünderung und Beteiligung an Zwangsarbeiterprogrammen angeklagt und am 11. April 1949 zu 15 Jahren Freiheitsstrafe ab dem 15. April 1945 verurteilt. Zu seinen Verteidigern gehörte Robert Servatius, der vorher schon Fritz Sauckel im Nürnberger Prozess gegen die Hauptkriegsverbrecher, Karl Brandt im Nürnberger Ärzteprozess und später auch Adolf Eichmann verteidigte.
Anklagepunkte waren:
- I: Verbrechen gegen den Frieden: Vorbereitung, Einleitung und Führung von Angriffskriegen und Kriegen unter Verletzung internationaler Verträge… (S. 6).
- VI: Kriegsverbrechen und Verbrechen gegen die Menschlichkeit: Raub und Plünderung

„im Sinne des Artikels II des Kontrollratsgesetzes Nr. 10 begangen zu haben, indem ‚sie sich an der Plünderung von öffentlichem oder privatem Eigentum… beteiligten‘…“ (S. 187).
- VII: Kriegsverbrechen und Verbrechen gegen die Menschlichkeit: Sklavenarbeit (S. 241).

Im Punkt I wurde Pleiger freigesprochen:
„es ist nicht bewiesen, daß Pleiger von den Angriffskriegen Kenntnis hatte… Die Wiederaufrüstung ist… an und für sich nicht völkerrechtswidrig“ (S. 61).
Im Punkt VI wurde Pleiger verurteilt:
„es ist auch klar, daß Pleiger bei der Durchführung des planmäßigen Raubes eine bemerkenswerte Tatkraft entwickelte. In dieser Hinsicht ignorierte er die durch das Haager Abkommen gesetzten Grenzen bis zum äußersten.“ (S. 218). Das Gericht zitiert die §§ 53 und 55 der Haager Landkriegsordnung von 1907. (S. 188)
Im Punkt VII wurde Pleiger verurteilt:
„Es ist bemerkenswert daß der Angeklagte am 9. August 1948 als Zeuge in eigener Sache auf eine Frage erwidert hat, er habe 1943 zum ersten Male gehört, daß Sauckel im Osten Zwangsarbeiter rekrutiere.“ (S. 260).
„Es ergibt sich, daß Kriegsgefangene in den Hermann-Göring-Betrieben unter Bedingungen beschäftigt werden, die die Genfer Konvention verletzten.“ (S. 264).
Die Probleme des Prozesses zeigen sich auch darin, dass Pleiger nicht im Punkt
- VIII: Mitgliedschaft in verbrecherischen Organisationen (S. 270)

angeklagt wird, weil er seine Mitgliedschaft in der SS verheimlichen konnte.
Bei der offenen gerichtsinternen Kritik, in der
„Abweichenden Stellungnahme des Richters Leon W. Powers“ (S. 280ff), einem der drei Richter des amerikanischen Militärgerichtshofes, stellt dieser für Pleiger den Punkt VI infrage, bestätigt allerdings auch den Punkt VII ausdrücklich (S. 318). Am 12. Dezember 1949 wird der „Antrag um die Richtigstellung… von im Urteil enthaltenen Rechts- und Tatsachenirrtümern“ für Pleiger verworfen (S. 321f).

## Unternehmer in der Bundesrepublik
Pleiger wurde vorzeitig im März 1951 aus dem Kriegsverbrechergefängnis Landsberg entlassen und kehrte in den Vorstand seines Betriebes in Witten zurück, bis heute ein Zulieferbetrieb der Kunststoffindustrie.
Sein Sohn Paul Pleiger (1930–1983) war ebenfalls Unternehmer. Dieser hatte von 1970 bis 1983 den Vorsitz des Märkischen Arbeitgeberverbandes der Metallindustrie Nordrhein-Westfalens inne und war zudem von 1982 bis zu seinem Unfalltod 1983 Präsident der Landesvereinigung der Arbeitgeberverbände Nordrhein-Westfalens.